# City TV (Bulgaria)
Citytv es un canal búlgaro de música por cable y satélite. Fue lanzado en octubre de 2005 como el canal hermano de Radio City (Bulgaria). Su programación incluye vídeos actuales de artistas internacionales de pop, danza y R&B. También incluye una muestra original seleccionada, incluyendo The Big 50, Tuburg Rewind, WebHit, Hot Spot y otros.